# Sam Hill (eufemismo)
Sam Hill es una expresión en inglés estadounidense, una frase eufemística o juramento suavizado para "el diablo" o "el infierno" personificado (como en "¿Qué diablos es eso?"). El etimólogo Michael Quinion y otros sitúan el origen de la expresión a finales de la década de 1830;ellos y otros consideran que la expresión es simplemente una bowdlerización, y según el Oxford English Dictionary, su origen es desconocido.

## Posibles referencias
Los posibles referentes para el uso de la expresión se remontan al menos al siglo XIX. A continuación se presentan algunas posibilidades sobre el origen del término:
- Eufemismo para el diablo: H. L. Mencken sugirió que la frase se deriva de Samael, el nombre del diablo en Der Freischütz, una ópera de Carl Maria von Weber que se representó en la ciudad de Nueva York en 1825. La frase "Sa' m Hill" también se puede ver en la variante "Samil".[4]
- Dueño de una tienda en Arizona: Sam Hill también era dueño de una tienda de mercancías que ofrecía un amplio y diverso inventario de productos. La gente comenzó a usar la expresión "¿qué diablos es eso?" para describir algo que les parecía extraño o inusual, al igual que el inventario que se encontraba en la tienda de Sam Hill. El edificio original de Sam Hill Mercantile aún se encuentra en la calle Montezuma en Prescott, Arizona, y está registrado como un lugar histórico.[5]
- Político en Connecticut: Un artículo en la revista New England Magazine en diciembre de 1889 titulado "Dos siglos y medio en Guilford, Connecticut" mencionaba que "Entre 1727 y 1752, el Sr. Sam Hill representó a Guilford en cuarenta y tres de las cuarenta y nueve sesiones de la Legislatura, y cuando se unió a sus antepasados, su hijo Nathaniel reinó en su lugar" y una nota a pie de página preguntaba si esto podría ser la fuente de la expresión popular en Connecticut de "Darles a Sam Hill".[1]

- Agrimensor en Michigan: Un posible origen de la frase "Sam Hill" es el agrimensor Samuel W. Hill (1819-1889), asociado con el área de la península de Keweenaw.[6] Se dice que Hill utilizaba un lenguaje tan grosero que su nombre se convirtió en un eufemismo para las palabras malsonantes. En palabras de Charles Eschbach: "En los años 1850, el auge minero del cobre en Keweenaw estaba en marcha. Había alrededor de una docena de hombres que prácticamente controlaban Keweenaw. Eran agentes de compañías mineras, el intermediario entre los inversionistas de Boston y el personal encargado de la producción minera. Sus nombres estaban asociados a cada informe enviado de vuelta a los inversores del este. Entre estos agentes de compañías se encontraba un hombre llamado Samuel W. Hill. Sam era geólogo, agrimensor e ingeniero minero y tenía un considerable poder en Keweenaw".[7] Según el autor Ellis W. Courter, Samuel Hill "era un aventurero, explorador, minero y agrimensor. Había trabajado con Christopher C. Douglas y Douglas Houghton en la primera encuesta estatal. Su juicio era respetado. Aunque era un personaje rudo, tenía un gran corazón y en el otoño de 1847 arriesgó su vida para ayudar a evitar una amenaza de escasez de alimentos en el distrito de Copper Harbor. En general, era considerado un héroe en todo el Copper Country, sin embargo, despreciaba todos los elogios que le prodigaban. Hill también adquirió la reputación de ser uno de los blasfemadores y juradores más obscenos de la península de Keweenaw. Aunque tenía un vocabulario colorido y contaba muchas historias interesantes de sus aventuras tempranas, su uso ubicuo de palabras obscenas y malsonantes se convirtió en algo legendario. Cuando sus amigos o vecinos volvían a contar sus relatos en sociedad más educada, tenían que suavizar sus palabras indecentes sustituyéndolas por las inofensivas palabras 'Sam Hill'. Con el tiempo, la expresión '¿Qué diablos es eso?' se extendió más allá del Copper Country. Hoy en día se ha convertido en parte del lenguaje estadounidense. Pocos que pronuncian estas palabras han oído hablar de Samuel Hill, o saben que fue el creador inconsciente de un sinónimo inofensivo para la profanidad".[8]

- Adjutant General en Kentucky: Otra posibilidad involucra al ex adjutant general de Kentucky Samuel Ewing Hill, quien fue enviado por el gobernador de Kentucky para investigar lo que estaba sucediendo en relación con la disputa familiar de los Hatfields y los McCoys en 1887. Entre 1880 y 1891, la disputa se cobró la vida de más de una docena de miembros de ambas familias, convirtiéndose en noticia de primera plana en todo el país y obligando a los gobernadores de Kentucky y Virginia Occidental a convocar a sus milicias estatales para restablecer el orden. Incluso el gobernador de Virginia Occidental amenazó con invadir Kentucky con su milicia. En respuesta, el gobernador de Kentucky, Simon Bolivar Buckner, envió a su adjutant general Sam Hill al condado de Pike, Kentucky, para investigar la situación. Los periódicos de todo el país esperaban noticias de Hill para averiguar "qué diablos estaba pasando allí".[9][10]
- No contendiente: Millonario en el Noroeste del Pacífico: El millonario Samuel Hill, un empresario y defensor de las "buenas carreteras" en el Noroeste del Pacífico, se asoció con la frase en la década de 1920. Una referencia apareció en la revista Time cuando Hill convenció a la reina María de Rumania para que viajara al área rural de Washington para dedicar el Museo de Arte Maryhill de Hill.[11] El hecho de que Samuel Hill, conocido como el "Padre de las Buenas Carreteras", no hubiera nacido cuando la expresión apareció por primera vez en una publicación, descarta la posibilidad de que fuera el Sam Hill original en cuestión.[2][12]